# Gornji Jelovac
Gornji Jelovac (szerbül: Горњи Јеловац), falu Bosznia-Hercegovinában, Bosanska krajina területén, Prijedor községben, a Szerb Köztársaságban.

## Fekvése
Bosznia-Hercegovina északnyugati részén, a Potkozarje területén, Banja Lukától légvonalban 50, közúton 65 km-re északnyugatra, községközpontjától légvonalban 10, közúton 13 km-re északra, 210 – 500 méteres tengerszint feletti magasságban fekszik. Több, kis település tartozik hozzá. A falu Kozara-hegység szívében, a Komanda-csúcs lábánál (497 m tengerszint feletti magasságban, a falu keleti szélén emelkedik) található. Nyugatról a határt a Planinica-gerinc, délről a Bukova Kosa-hágó (287 m tengerszint feletti magasságban) képviseli. Északon Jelovac Knežopolje, azaz Donji Jelovac és tovább Knežica felé húzódik. Északkeleten 301 m magasságban található a híres Patrija nevű magaslat. A Mlječanica folyótól a „Petar Kočić” általános iskoláig aszfaltozott út vezet. Területének körülbelül 60%-a szántó és 40%-a erdő. Legjelentősebb vízfolyásai a Mlječanica, a Rijeka Jelovačka, a Jelovača, a Poljanski potok, a Studena és a Petrovića. Területén 27 ivóvízforrás fakad. A falu nyugati részét átszeli a Prijedorról Banja Lukára menő főút.

## Népessége
| Nemzetiségi csoport | Népesség 1991 | Népesség 2013 |
| ------------------- | ------------- | ------------- |
| Szerb               | 538           | 328           |
| Bosnyák             | 2             | 0             |
| Horvát              | 1             | 2             |
| Jugoszláv           | 2             | 1             |
| Egyéb               | 4             | 2             |
| Összesen            | 547           | 333           |

## Története
Az élet első nyomai ezen a területen a történelem előtti időkből származnak, az i. e. 4000 körüli időre tekintenek vissza. A római kor előtt és a római korban ezeken a vidékeken élt az illír maezei törzs, amely az 5. században a Római Birodalommal együtt eltűnt a világ színpadáról. Több bizonyíték van a római jelenlétre a régióban több évszázadon át. A szlávok ősei valószínűleg a 7. század óta laknak nagyobb számban ezen a területen. A falu keletkezése korabeli forrás hiányában azonban az idő homályába vész. A török a 16. század első felében hódította meg a Bosanska Krajina területét.
A település 1878-ig tartozott az Oszmán Birodalomhoz, ekkor a berlini kongresszus határozata alapján az Osztrák-Magyar Monarchia része lett. Az évszázados oszmán uralom 1878. szeptember 6-án ért véget, amikor osztrák-magyar csapatok vonultak be Kozaracra és a szomszédos Prijedorra. 1879-ben az első osztrák-magyar népszámlálás során a Prijedori járáshoz és Prijedor községhez tartozó Malo és Veliko Palančište településnek együtt 70 háztartása és 445 ortodox szerb lakosa volt. 1910-ben a Prijedori járáshoz tartozó településen 120 háztartást, 760 ortodox szerb és 4 muszlim lakost találtak. Az osztrák-magyar uralom gazdasági fejlődéshez vezetett. Malmokat, fűrésztelepeket és infrastruktúrát fejlesztettek. 1898-ban épült fel Donji Jelovacban a Krisztus mennybemenetelének ortodox temploma. Az osztrák-magyar fennhatóság 40 éves időszakát közgazdasági értelemben aranykornak nevezik.
A monarchia szétesésével 1918-ban előbb a Szerb-Horvát-Szlovén Királyság, majd 1929-től a Jugoszláv Királyság része. 1921-ben 127 háztartása és 765 lakosa volt. Az általános iskola 1923-ban nyílt meg Donji Jelovacon. Jugoszlávia megszállása után a falu a Független Horvát Állam (NDH) része lett. A Prijedorból Dubicába vezető úton található Gornji Jelovac egyike annak a sok podkozarjei településnek, amelyek a második világháború alatt szinte teljesen elpusztultak, ami egy újabb bizonyítéka a Független Horvát Állam által a szerbek ellen elkövetett népirtás sorozatának.
1942. október 22-e és 23-a közötti éjszakán a nyolcadik usztasa zászlóalj második usztasa századának tagjaiból álló usztasa csoport Batinić usztasa hadnagy vezetésével lemészárolta Veliki Palančište lakosságát. Az usztasák 342 lakost, köztük 226 17 év alatti gyereket öltek meg lőfegyver nélkül, késekkel, baltákkal, kalapáccsal és akasztással. Azon az éjszakán Malo Palančište és Jelovac falvak mintegy 200 lakosát gyilkolták meg hasonló módon. Ez volt az egyik legszörnyűbb bűn, amelyet az usztasák követtek el Potkozarje ezen részén. Ezen a helyen az usztasák 50 anyát öltek meg gyermekeikkel, köztük Radojka Mudrinićet és kilenc gyermekét, Milka Petrićet nyolc gyermekével és Milica Kneževićet hét gyermekével. Ugyanebben az időszakban a Nemzeti Felszabadító Hadsereg 59 itteni katonája halt meg. Gornji Jelovac az egyetlen hely, ahol négy tömegsír is található: Macurska krčevina, Laka kučište, Hajdučki izvor és Kneževića luka. A macurei tömegsírban 312 embert temettek el (ide 1972-ben emlékművet állítottak 221 meggyilkolt személy nevével), Lazićiban is áll egy emlékmű 30 áldozat nevével (ezt 1985-ben állították). Kolarova Lukában, a dubicai út mellett szintén áll egy emlékmű a 109 elhunyt nevével (1973-ban állították). Patrián a német-usztasa gyűrű 1942 júliusi áttörésének emlékműve áll (1967-ben építették és 2009-ben újították fel). A dubicai út mentén, Došen közelében áll az elesett NOP-harcosok emlékműve – 38 névvel (ezt 1959-ben állították fel). 1959-ben az egykori regionális általános iskola épületén elhelyezték a Jelovac Gornji meggyilkolt civilek emléktábláját. A Bokân közelében, a Mlječanica folyón átívelő hídon is egy emléktábla található – ez jelzi azt a helyet, ahol a kozarai felkelők átkeltek Kozarából Patrija irányába 1942 júliusában (a táblát 1981-ben helyezték el). A faluban 34 háztartás teljesen megszűnt – egyetlen családtagnak sem sikerült elkerülnie a mészárlást. és a jasenovaci halálgyárat, ahol 57 helyi lakoson különböző módon hajtottak végre brutális gyilkosságokat.
1945-től a település a szocialista Jugoszlávia része. 1969. október 26-án és 27-én két pusztító földrengés (a Richter-skála szerint 6,0 és 6,4) sok épületet megrongált Banja Lukában és környékén, köztük Gornji Jelovacban is. Ez volt az az időszak, amikor nagyszámú lakos költözött (többnyire végleg) távolabbi helyekre Németországba, Ausztriába, Franciaországba és Ausztráliába. A boszniai háború idején a település a Boszniai Szerb Köztársaság része volt. A legtöbb fiatal (118 fő) a Boszniai Szerb Köztársaság hadseregéhez (VRS) csatlakozott. Ez a véres, brutális és szükségtelen háború 20 helyi harcos életét követelte. A hadsereg húsz elesett katonájának szentelt emlékművet 2011-ben építették fel a faluban, az általános iskola közelében. A daytoni békeszerződést követő területfelosztásnál a település Prijedor község részeként a Szerb Köztársaság területéhez került. A lakosok jelentős része az elmúlt két évtizedben Szlovéniába, Németországba, Ausztriába és az USA-ba települt át dolgozni. A természetes szaporodás szinte nincs, így a demográfiai helyzet a népesség igen jó színvonala ellenére is romlik.

## Gazdaság
A helyiek földműveléssel, állattenyésztéssel, baromfitenyésztéssel, gyümölcstermesztéssel, vadászattal, halászattal, szőlőtermesztéssel, méhészettel és kézművességgel foglalkoznak (vannak köztük ácsok, kerékgyártók, kovácsok, kőművesek, tetőfedők, keramikusok, villanyszerelők, hegesztők, lakatosok, autószerelők, autóvillamossági szerelők, fodrászok, szabók, takácsok, hímzők). A faluban több fűrésztelep is üzemel. Jelovacon 2015 óta nincs üzlet. Régóta működik a Jelovačka folyó melletti Ribnjak étterem, a Debeli 'lad (korábban Zavišić, azaz Šumi), valamint a Mlječanica bal partján a Ribnjak – Radukić étterem, míg a Bukova Kosa vendéglő bezárt. 2022 óta a Mlječanica folyó jobb partján is működik egy vendéglátóhely, a Konoba Dukat. Egy autókereskedés pedig nagyon jó minőségű használt járműveket kínál.

## Kultúra
- A Művelődési Házban mintegy harminc éven át vetítettek filmeket, valamint előadásokat tartottak.
- A patrijai Áttörés emlékművénél 1967 óta tartanak népgyűléseket június végén.
- Az egyetlen jogi státuszú egyesület a faluban Patrija Jelovac Prijedor, amely azon munkálkodik, hogy összekapcsolja a Jelovacon születetteket és a Jelovachoz bármilyen módon kötődőket a helyiekkel. Az egyesület 2023-ban művészeti és irodalmi estet szervezett. 2020 óta tart egy többcélú közösségi ház építése.
- Szent Péter napját (július 11.) hagyományosan minden évben száraz cseresznyefa kéregből készült gyertyákkal ünneplik meg a Patrija-fennsíkon.
- A falu lakosságának évtizedek óta legjelentősebb kulturális és vallási eseménye a közeli Moštanica-kolostor (Kozarska Dubica) népgyűlése, amelyet minden évben az Úr színeváltozásakor, augusztus 19-én tartanak.[21]

## Oktatás
A „Petar Kočić” általános iskolának 2023-ban kellett volna megünnepelnie fennállásának egy évszázados fennállását. Sajnos a kis létszám miatt 2022-től zárva tart. Négyosztályos iskolaként 1923-ban kezdte meg működését Jelovac Donjiban.  

## Sport
- Jelovacnak van egy futballpályája, ahol 2019-ben a „Selo veselo” (Boldog falu) versenyt rendezték.
- A „Mali Marathon Patrija” atlétikai versenyt 1976-tól 2015-ig szinte minden évben június-júliusban rendezték meg – összesen 14 alkalommal, azzal, hogy a boszniai háborúval az esemény mefrendezése 2014-ig szünetelt.

## Fordítás
- Ez a szócikk részben vagy egészben  a(z)   Горњи Јеловац című szerb Wikipédia-szócikk ezen változatának fordításán alapul.  Az eredeti cikk szerkesztőit annak laptörténete sorolja fel. Ez a jelzés csupán a megfogalmazás eredetét és a szerzői jogokat jelzi, nem szolgál a cikkben szereplő információk forrásmegjelöléseként.